# 실베스트 라숙
실베스트 라숙(Silvestre Rasuk, 1987년 9월 5일 ~ )은 미국의 배우, 텔레비전 배우이다.
뉴욕에서 태어났다.

## 영화
- 언 아메리칸 인 할리우드 (2014년) - 안젤로 역
- 아워 이디엇 브라더 (2011년)
- 교전권 (2008년) - 본인 역
- 레이징 빅터 바가스 (2002년) - 니노 바르가스 역